# Džanan Musa
Džanan Musa, né le 8 mai 1999 à Bihać en Bosnie-Herzégovine, est un joueur bosnien de basket-ball. Il évolue aux postes d'arrière et ailier.

## Biographie

### KK Cedevita (2014-2018)
Fin 2014, Musa quitte le KK Koš de Sarajevo, un club modeste bosnien, et rejoint le KK Cedevita, un important club croate qui participe régulièrement à l'Euroligue.
Musa participe au Championnat d'Europe des 16 ans et moins en août 2015 qui se déroule à Kaunas. La Bosnie-Herzégovine remporte le tournoi, la première victoire de la Bosnie-Herzégovine dans une compétition FIBA. Musa, meilleur marqueur et meilleur passeur de la compétition est nommé meilleur joueur de la compétition. Il fait aussi partie du meilleur cinq de la compétition avec son compatriote Njegoš Sikiraš (en), le Lituanien Arnas Velička (en) et les Turcs Onuralp Bitim et Ahmet Can Duran (en),. Lors de la finale face aux Lituaniens, Musa est le meilleur marqueur, rebondeur et passeur de la rencontre.
En octobre 2015, Musa est titulaire pour la première fois lors d'une rencontre d'Euroligue.
À l'été 2016, Musa participe au Championnat du monde des moins de 17 ans. La Bosnie-Herzégovine est éliminée dès les huitièmes de finale par l'Australie. Lors d'un match de classement, Musa bat le record de points lors d'un championnat du monde des 17 ans et moins, co-détenu par l'Australien Isaac Humphries et le Français Jaylen Hoard, en marquant 50 points à 18 sur 26 au tir et 11 sur 15 au lancer franc. Musa fait partie du meilleur cinq de la compétition avec le MVP américain Collin Sexton et son compatriote Wendell Carter, l'Espagnol Sergi Martínez (es) et le Lituanien Arnas Velička.
En septembre 2016, il est sélectionné en équipe sénior et participe aux qualifications pour le championnat d'Europe de 2017.
En décembre 2016, il participe au championnat d'Europe des 18 ans et moins avec la Bosnie-Herzégovine. La Bosnie-Herzégovine est éliminée par la France en quart de finale et termine à la 6e place. Musa est le meilleur marqueur de la compétition avec 20,2 points par rencontre.
En avril 2018, Musa est nommé meilleur espoir de l'EuroCoupe.

### Nets de Brooklyn (2018-2020)
En avril 2018, Musa se présente à la draft 2018 de la NBA, au cours de laquelle il est sélectionné en 29e position par les Nets de Brooklyn. Il y signe son contrat le 12 juillet 2018.
En novembre 2020, est envoyé aux Pistons de Détroit dans un échange entre trois équipes. Il est licencié par les Pistons sans avoir joué de rencontre avec eux.

### Anadolu Efes Spor Kulübü (2021)
Le 13 janvier 2021, il s'engage avec l'Anadolu Efes. Son contrat dure jusqu'en 2023. En juin 2021, l'Anadolu Efes choisit de se séparer de Musa.

### CB Breogán (2021-2022)
En juillet 2021, Musa rejoint le CB Breogán, club espagnol de première division.
Il est élu MVP de la saison, avec une moyenne de 20,1 points par match au cours de cette saison.

### Real Madrid (2022-2025)
En juillet 2022, Musa s'engage pour deux saisons avec le champion d'Espagne, le Real Madrid. Il prolonge d'une saison à l'été 2024.

### Dubaï BC (depuis 2025)
Musa rejoint le Dubaï BC, club qui participe à l'Euroligue, en juillet 2025.

## Palmarès

### En club
- Champion de Croatie 2016 avec le KK Cedevita.
- Vainqueur de la Coupe de Croatie 2016 avec le KK Cedevita.
- Vainqueur de l'Euroligue 2020-2021 avec l'Anadolu Efes.
- Champion de Turquie : 2021
- Vainqueur de la coupe du Roi en 2024.
- Champion d'Espagne en 2024 et 2025.

### Sélection nationale
- Vainqueur du championnat d'Europe des 16 ans et moins 2015.

### Distinctions personnelles
- Meilleur espoir de l'EuroCoupe en 2018.
- MVP du Championnat d'Espagne en 2022.
- Élu dans le cinq majeur (All-EuroLeague First Team) de l'Euroligue en 2023

## Statistiques NBA

### Saison régulière
| Saison    | Équipe   | Matchs | Titul. | Min./m | % Tir | % 3pts | % LF | Rbds/m. | Pass/m. | Int/m. | Ctr/m. | Pts/m. |
| --------- | -------- | ------ | ------ | ------ | ----- | ------ | ---- | ------- | ------- | ------ | ------ | ------ |
| 2018–2019 | Brooklyn | 9      | 0      | 4,4    | 40,9  | 10,0   | 0,0  | 0,56    | 0,22    | 0,22   | 0,00   | 2,11   |
| 2019–2020 | Brooklyn | 40     | 0      | 12,2   | 37,2  | 24,4   | 75,0 | 2,15    | 1,07    | 0,38   | 0,03   | 4,80   |
| Total     |          | 49     | 0      | 10,7   | 37,6  | 22,7   | 72,6 | 1,86    | 0,92    | 0,35   | 0,02   | 4,31   |

Mise à jour le 10 novembre 2020

### Playoffs
| Saison | Équipe   | Matchs | Titul. | Min./m | % Tir | % 3pts | % LF | Rbds/m. | Pass/m. | Int/m. | Ctr/m. | Pts/m. |
| ------ | -------- | ------ | ------ | ------ | ----- | ------ | ---- | ------- | ------- | ------ | ------ | ------ |
| 2019   | Brooklyn | 2      | 0      | 7,3    | 66,7  | 0,0    | 0,0  | 0,00    | 0,00    | 1,00   | 0,00   | 2,00   |
| 2020   | Brooklyn | 3      | 0      | 13,1   | 18,2  | 0,0    | 71,4 | 1,00    | 1,33    | 0,00   | 0,33   | 4,67   |
| Total  |          | 5      | 0      | 10,8   | 28,6  | 0,0    | 71,4 | 0,60    | 0,80    | 0,40   | 0,20   | 3,60   |

Mise à jour le 10 novembre 2020

## Records sur une rencontre en NBA
Les records personnels de Džanan Musa en NBA sont les suivants, :
| Type de statistique        | Saison régulière | Saison régulière      | Saison régulière | Playoffs | Playoffs           | Playoffs     |
| Type de statistique        | Record           | Adversaire            | Date             | Record   | Adversaire         | Date         |
| -------------------------- | ---------------- | --------------------- | ---------------- | -------- | ------------------ | ------------ |
| Points                     | 17               | @ Magic d'Orlando     | 11 août 2020     | 12       | Raptors de Toronto | 23 août 2020 |
| Paniers marqués            | 6                | @ Mavericks de Dallas | 2 janvier 2020   | 2        | 2 fois             | 2 fois       |
| Paniers tentés             | 15               | @ Magic d'Orlando     | 11 août 2020     | 7        | Raptors de Toronto | 23 août 2020 |
| Paniers à 3 points réussis | 2                | 4 fois                | 4 fois           | -        | -                  | -            |
| Paniers à 3 points tentés  | 7                | @ Magic d'Orlando     | 11 août 2020     | 3        | 2 fois             | 2 fois       |
| Lancers francs réussis     | 6                | Kings de Sacramento   | 22 novembre 2019 | 8        | Raptors de Toronto | 23 août 2020 |
| Lancers francs tentés      | 8                | 2 fois                | 2 fois           | 10       | Raptors de Toronto | 23 août 2020 |
| Rebonds offensifs          | 5                | Bucks de Milwaukee    | 18 janvier 2020  | 1        | Raptors de Toronto | 23 août 2020 |
| Rebonds défensifs          | 7                | @ Bulls de Chicago    | 16 novembre 2019 | 2        | Raptors de Toronto | 21 août 2020 |
| Rebonds totaux             | 7                | 2 fois                | 2 fois           | 2        | Raptors de Toronto | 21 août 2020 |
| Passes décisives           | 6                | @ Magic d'Orlando     | 11 août 2020     | 2        | Raptors de Toronto | 21 août 2020 |
| Interceptions              | 2                | 2 fois                | 2 fois           | 1        | 2 fois             | 2 fois       |
| Contres                    | 1                | @ Celtics de Boston   | 27 novembre 2019 | 1        | Raptors de Toronto | 23 août 2020 |
| Balles perdues             | 4                | @ Magic d'Orlando     | 11 août 2020     | 3        | Raptors de Toronto | 23 août 2020 |
| Minutes jouées             | 35               | @ Magic d'Orlando     | 11 août 2020     | 23       | Raptors de Toronto | 23 août 2020 |

- Double-double : 0
- Triple-double : 0

Dernière mise à jour : 15 novembre 2020